# Dumaniana
Dumaniana là chi thực vật có hoa trong họ Apiaceae.